# Jonida Maliqi
Jonida Maliqi (nacida el 26 de marzo de 1983) es una cantante y presentadora albanesa. Representó a Albania en el Festival de la Canción de Eurovisión 2019 con la canción "Ktheju tokës". Se clasificó para la gran final del certamen obteniendo la novena plaza de diez en la segunda seminal y en la final quedó en el 17º puesto. 

## Vida y carrera
Jonida Maliqi comenzó su carrera como cantante en Festivali i Këngës cuando tenía 13 años con la canción "Planeti i fëmijëve", en un dueto con Aleksandër Rrapi. En 1997 volvió al Festivali con otro dueto, esta vez con Kastriot Tusha, una canción dedicada a la Madre Teresa. Su carrera como solista comenzó en 1999, con la canción "Do jetoj pa ty" ganando el segundo puesto en el festival.
Maliqi es conocida por haber interpretado a Julieta en la versión musical albanesa de Romeo y Julieta, junto a Alban Skënderaj. Presentó la cuarta temporada de Dancing with the Stars Albania, e hizo de jueza en la quinta temporada de The Voice of Albania en 2016.

## Discografía

### Sencillos
- "Planeti i fëmijëve" (1995)
- "Do jetoj pa ty" (1999)
- "Çast" (2000)
- "Ik" (2001)
- "Ti s'më meriton (2002)
- "Larg teje" (2002)
- "Do humbas me ty" (2002)
- "Vetëm një natë" (2003)
- "Ne të dashuruar" (2004)
- "Frikem se më pëlqen" (2004)
- "Nuk kam faj që robëroj" (2004)
- "Papagalli i dashurisë" (2005
- "Pa identitet" (2006)
- "Parfum nate" (2007)
- "S'ka fajtor në dashuri" (2007)
- "Njëri nga ata" (2008)
- "Sot t'i japim fund" (2010)
- "Një orë më shumë" (2011)
- "Thesar pa emër" (2011)
- "Ti" (2013)
- "Sonte" (2014)
- "Jam bërë si ti" (2015)
- "Ktheju tokës" (2019)

### Álbumes de estudio
- Nuk të pres (2005)[5]
- Jonida Maliqi (2013)

## Premios y nominaciones
Festivali i Këngës
| 1999 | "Do jetoj pa ty"      | Segundo premio | Ganadora |
| 2004 | "Frikem se më pëlqen" | Tercer premio  | Ganadora |
| 2018 | "Ktheju tokës"        | Primer premio  | Ganadora |

Kënga Magjike
| 2003 | "Vetem një natë"          | Best Stage Presentation | Ganadora |
| 2004 | "Nuk kam faj që robëroje" | Etno Music Prize        | Ganadora |
| 2005 | "Papagalli i dashurisë"   | Mejor Artista           | Ganadora |
| 2008 | "Njëri nga ata"           | Primer premio           | Ganadora |
| 2008 | "Njëri nga ata"           | 10 Years History Prize  | Ganadora |
| 2011 | "Thesar pa emër"          | Cesk Zadeja Prize       | Ganadora |
| 2013 | "Ti"                      | Jon Music Prize         | Ganadora |

Video Fest Awards
| 2014 | "Sonte" (ft. Dj Blunt & Real) | Mejor colaboración | Nominada |

Top Fest
| 2006 | "Forca e femrës" (ft. Tuna)          | Mejor Mujer       | Ganadora |
| 2010 | "Sot t'i japim fund" (ft. Big Basta) | Best Pop R&B Song | Ganadofa |

Zhurma Show Awards
| 2015 | "Jam bërë si ti" | Mejor Artista | Nominada |

## Televisión
- Festivali i Këngës (1995, 1999, 2000, 2001, 2002, 2004, 2006, 2007, 2018)
- Gran Hermano Albania (2008)
- Dua vendin tim (2012)
- Dancing with the Stars Albania (2014)
- The Voice of Albania (2016)